# Rauchmaul Károly
Rauchmaul Károly (Weimar, 1832. április 30. – Rákosliget, 1916. június 12.) vasmunkás, mozgalmár, a lassalleanizmus képviselője.

## Élete
35 évesen került Magyarországra, s szerkovácsként dolgozott, később a Pesti Hengermalom gépésze. Kezdetben az I. Internacionálé pesti szervezetében működött, és irányította a Pest-Budai Munkásképző Egyletet, amelynek 1868-tól volt tagja, 1879 és 1906 között elnöke volt a részben általa, részben pedig Farkas Károly által alapított Munkásbiztosító Pénztárnak. Szerepe volt a Munkásképző Egylet és az Általános Munkásegylet egyesítésében, és az újonnan létrejövő szervezet választmányi tagja lett. A hűtlenségi per vádlottja volt, 1873-ban a Magyarországi Általános Munkáspárt alapítója volt, később (1890-ben) a Magyarországi Szociáldemokrata Párt vezetőségi tagja. 1891-től a betegpénztárban működött, ő alapította meg a betegpénztár szentendrei üdülőházát, és vízgyógyintézetét is. 1907-től 1916-ban bekövetkező haláláig a Budapesti Kerületi betegpénztár elnöke.